# Nephodia monochroma
Nephodia monochroma là một loài bướm đêm trong họ Geometridae.